# Kerstin Grether

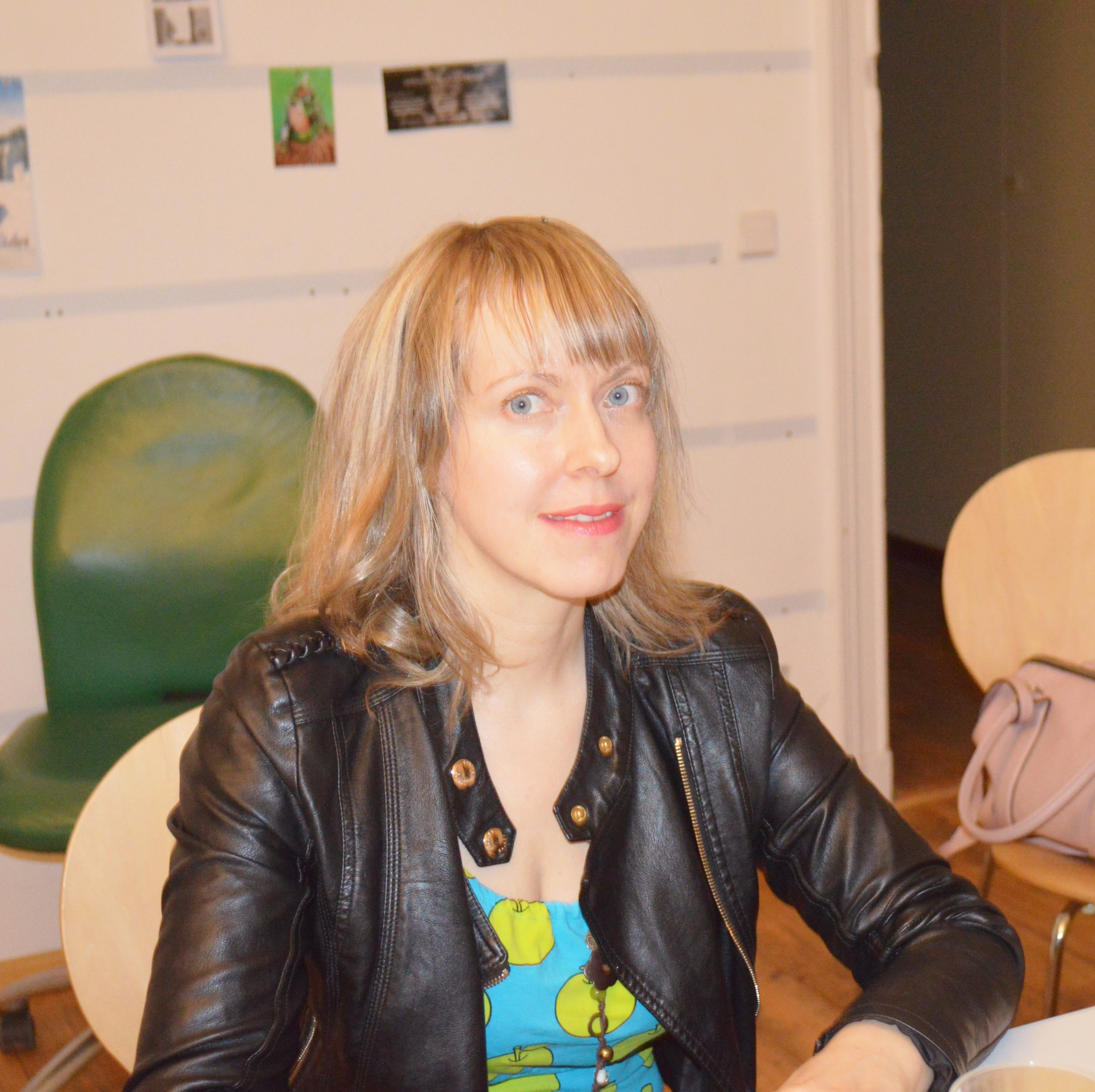
Kerstin Grether (2016)

Kerstin Grether (* 18. November 1975 in Heidelberg) ist eine deutsche Schriftstellerin, Musikerin und Journalistin.

## Journalismus
Kerstin Grether schrieb schon während ihrer Schulzeit in den 1990er-Jahren Artikel für die Spex. Nach dem Abitur erhielt sie eine Stelle als Kulturredakteurin bei der Spex. Ihre Mentoren waren Clara Drechsler und Diedrich Diederichsen. Grether war Kultur-Redakteurin während der Cultural-Studies-Phase bei der Spex und leitete dort den Kulturteil Verstärker, der für eine Zusammenführung von Kunst, Pop, Politik und Theorie stand. Außerdem machte sie sich für die US-amerikanische Riot-Grrrl-Bewegung stark. Sie informierte in ihren Artikeln über die vielfältigen Netzwerke und Diskurse, die dadurch für junge Frauen in Europa und Nordamerika entstanden seien. Parallel schrieb Grether auch Artikel für die Zeitschrift Texte zur Kunst.
Ihre Texte waren prägend für den Pop-Journalismus hierzulande und für einen von Kerstin Grether mitdefinierten Pop-Feminismus. Dies wird in Beiträgen zu Kerstin Grethers Werk oft beschrieben. Der Kulturwissenschaftlerin Katja Kauer dient Grether als eine der tonangebenden Protagonistinnen hierzulande. Das Missy Magazine hebt im November 2013 Grethers journalistische Rolle im Import dekonstruktivistischer, feministischer Theorien hervor.
In den Nuller-Jahren arbeitete Kerstin Grether als Mitarbeiterin u. a. bei den Zeitschriften Intro und Frieze, schrieb popkulturelle Leitartikel für die Frankfurter Rundschau und Moderationstexte für den Fernsehsender MTV. Außerdem schrieb sie sporadisch für Die Zeit, den Berliner Tagesspiegel, die Badische Zeitung und weitere Publikationen.
Seit 2018 schreibt Kerstin Grether hauptsächlich auf ihrem Blog Ich brauche eine Genie – Musikmagazin. Poetry. Theory. Spielwiese.
2019 waren sie und ihre Zwillingsschwester Sandra für den Music Journalism Award des Reeperbahn-Festivals nominiert, für einen Artikel, der angesichts der letzten gedruckten Spex-Ausgabe unter dem Titel Fremd im eigenen Haus zunächst bei Texte zur Kunst erschien und in einer gekürzten Version bei Spiegel Online „nachgedruckt“ wurde.
Kersty Grether ist seit 2020 Mitglied der Sommer-Jury auf radioeins.
Im November 2022 war Grether Mitglied der Jury zum Deutschen Hörspielpreis der ARD.
Kerstin („Kersty“) Grether lebt nach Stationen in Köln und Hamburg seit 2001 in Berlin.

## Literarisches Werk

### Zuckerbabys(Roman)
2004 veröffentlichte Kerstin Grether den Roman Zuckerbabys im Ventil Verlag, der sich zum Longseller entwickelte. Zuckerbabys verankert die Geschichte einer Magersucht sowohl im Individuellen als auch im Gesellschaftlichen. Der Roman klärt über das Tabu der Magersucht als „Lifestylemode“ auf. Der Debüt-Roman wurde in der wissenschaftlichen und feuilletonistischen Rezeption als Pop-Roman klassifiziert. Die Germanistin Anett Krause ordnet in ihrer Promotionsschrift 2012 den Roman wie folgt ein: „Literaturwissenschaftliche Äußerungen hoben hervor, dass sich hier ein explizit popliterarisch verfahrender Text einer kritischen Auseinandersetzung mit hegemonialen Weiblichkeitsbildern widme und sich damit die Popkultur als produktives Feld für kritische, postfeministische Positionen, erweise. Und auch im Feuilleton lobte man den ‚schnell geschnittenen, anspielungsreichen, Pop-satten‘ Roman dafür, ‚[u]npopuläre Einwürfe zur populären Kultur zu riskieren‘.“ Die Betonung des kritischen Potentials der Popkultur unter Verweis auf einen popliterarischen Text sei bemerkenswert. „Denn in der Debatte um die Popliteratur der 1990er Jahre zeigte sich der Konsens beider literarischer Institutionen vor allem im Postulat, dass sich die Leistung dieser Texte in einer hedonistischen, subjektivistischen und affirmativen Bezugnahme auf die Welt erschöpfe.“
Anett Krause weist damit dem Moment des Erscheinens und dem ernsten Inhalt von Zuckerbabys eine entscheidende Bedeutung für den Erfolg zu. Denn das Ende der Popliteratur wurde ja schon oft ausgerufen, vor allem Ende der 1990er-Jahre und Anfang der Nuller-Jahre. „Nach der feuilletonistischen Verabschiedung der Popliteratur und der an deren Stelle ausgerufenen ‚neuen Ernsthaftigkeit‘ in der deutschsprachigen Gegenwartsliteratur scheint die Pop-Literatur kaum drei Jahre später doch wieder für etwas gut zu sein. Nur wofür?“ Krauses These ist, dass „Zuckerbabys ein ganz konkretes Sinnstiftungsangebot unterbreitet, während eine Gemeinsamkeit der frühen Texte Christian Krachts, Sibylle Bergs, Joachim Lottmanns und anderer – also der ‚alten Popliteraten‘ – gerade in der Dekonstruktion verschiedener Sinnstiftungsmuster besteht. Kerstin Grethers erster Roman hingegen veranschaulicht und kritisiert die Wirkungen popkultureller Körpernormen und betont gleichzeitig, und nicht etwa im Widerspruch dazu, die Handlungsmächtigkeit des (weiblichen) Subjekts. Gegen die bedrohliche Wirklichkeit der Krankheit setze der Roman die Willensfreiheit der Protagonisten und erkläre es damit zu einer puren Frage der Entscheidung ob und in welchem Maß sich das Subjekt von den Rollenzuschreibungen und Körperbildern in der Popkultur determinieren lässt. Dabei leugnet der Roman die Grausamkeit der Krankheit keinesfalls.“ Anett Krause wundert sich in ihrer Promotionsschrift, warum so viele Rezensionen Magersucht als Tabu-Thema beschreiben.
Die Journalistin Elke Buhr verweist in ihrer Rezension in der Frankfurter Rundschau Weil ich ein Mädchen bin auf die Seltenheit, mit der in der klassischen Popliteratur auf weibliche Sozialisation eingegangen wird: „Das Leiden der jungen Männer, meist auf der Suche nach Liebe, ist oft beschrieben worden – noch Benjamin Lebert als Jüngster aus der Riege der Popliteraten pflegt, diesem Werther-Prinzip zu folgen. Kerstin Grether hat in Zuckerbabys nun endlich das Gegenmodell entworfen, so einfühlsam wie analytisch: Es ist das Drama der Mädchen, die sich ganz ohne Männer selbst zerstören, allein mit ihrem Spiegel und der Frauenzeitschrift.“
Der Autor Tobias Rapp geht in seiner taz-Rezension Liebe geht durch den Magen der Frage nach, ob es überhaupt ein Roman über Magersucht sei: „Zuckerbabys ist kein Roman über Magersucht. Natürlich kann man ihn so lesen, aber man muss es nicht. Magersucht ist nur die Schaltstelle, in der sich all die verschiedenen Begehrensebenen verschränken, die durch Sonjas Körper wabern. Und hier kommt Pop ins Spiel, denn im Grunde ist Zuckerbabys vor allem Popliteratur im besten und damit in fast jedem Sinne.“ Rapp zieht daraus Rückschlüsse auf den Stil des Romans: „Auch formal lässt der Roman kaum ein Genre der Populärkultur aus: Musik, Vorabendserien, Teenieromane, Comics, Musikfernsehen, Werbung – alles wird von Kerstin Grether mit der gleichen Bedingungslosigkeit umarmt und verwurstet. Tatsächlich trifft sich genau hier die Magersucht der Protagonistin mit dem emphatischen Popbegriff der Autorin.“
Der Schriftsteller und Philosoph Christoph Narholz sieht in seinem Aufsatz Über die Zuckerbabys nicht nur die Pop-Künste, sondern auch „eine zweite Kraft, die das Buch mitgeschrieben hat. Die klassisch verstandene und ambitioniert gelesene Literatur. Der Roman ist auf eine geradezu altmodische Weise tapfer. Viele Künste werden von den Protagonisten der Zuckerbabys geübt: Rockmusik, Comiczeichnen, Modeln, Kampagnenjournalismus, DJing. Nur nicht: die Literatur. Grether hat das Offensichtlichste vor aller Augen sichtbar verborgen gehalten und versteckt. Die Zuckerbabys gehören ins zerbrechliche Genre des experimentierenden, mit der Selbstheilung experimentierenden und nicht bloß abgebrüht gut gemachten realistischen Romans.“ Wahlverwandte habe Kerstin Grether dabei verschiedene für sich entdeckt, so Narholz: „Die abgründige Unterhaltungsschriftstellerin Sylvia Plath des Glasglocken-Romans etwa oder die zart-vorsichtige und sozialgenaue Banana Yoshimoto.“ Noch eine dritte sei zu nennen: Das kunstseidene Mädchen von Irmgard Keun: „Zwanglos ergänzen die Zuckerbabys der üblichen Popliteratur-Geschichtsschreibung in Deutschland die Erinnerung an dieses emanzipationsdrängende und lyrisch überdrehte Buch aus einem versunkenen Berlin. Grether findet in Haltungen zurück welche im kindisch-naseweisen neo-Dandyismus der neueren Popliteratur der letzten Jahre zunehmend vergessen worden sind. Das kunstseidene Mädchen am Ende seines Berliner Abenteuers ist gründlich zerstört, ruiniert von demselben gefährlichen Stoff wie Sonja, einer sträflichen Lebenslust, einer unpassenden Gier.“ Er folgert daraus: „Grethers Heldin ernüchtert zwar auch, ist aber nicht mehr allein. Die kunstseidenen Mädchen, in den jubilatorischen Zirkeln verschworener Popsubkulturen zumindest, sind viele geworden. Und sie sind wirklich was Irmgard Keun in einer Epoche vor Gender ihnen bloß wünschen konnte: ein Glanz.“

### Zungenkuß(Essays, Kurzgeschichten, Reportagen, Album-Reviews)
2007 folgte Grethers Musikgeschichten-Sammlung Zungenkuß – Du nennst es Kosmetik, ich nenn es Rock ’n’ Roll. Zungenkuß, ursprünglich der Titel ihrer gleichnamigen Kolumne in der Zeitschrift Intro, enthält die Texte dieser Kolumne sowie überarbeitete Versionen von Essays, Reportagen, Interviews, Kurzgeschichten und Rezensionen, die ursprünglich in den Feuilletons überregionaler Zeitungen und Anthologien veröffentlicht wurden. Grether hatte diese in den Jahren 2001–2004 auf der letzten Seite der Intro veröffentlicht. Sie war damit 2003 auf einer 15-tägigen Lese-Tour in 15 deutschen Städten, gemeinsam mit den Bands Parole Trixi, TGV und Schlampen Ficken Besser. Die Tour nannte sich nach einem AC/DC-Song Girls Got Rhythm.
Die Zungenkuß-Kolumne wurde als skandalös tituliert, weil Grether darin die neoliberale Idee eines It-Girls parodierte und mit echter Fan-Leidenschaft und intellektuellem Know-how zurückspielte. Es ging um ihre, manchmal auch sexuell codierten, Erlebnisse „mit Stars und echten Menschen“ in ihrer Jugend und Post-Adoleszenz-Phase. So berichtete sie u. a. über Begegnungen mit Nick Cave, Primal Scream, John Lydon, Eric Erlandson, Peaches und anderen. Sie stellte damit auch die Doppelmoral der deutschen (Indie-Rock-)Musikszene in Frage. Viele ihrer Fans rätseln bis heute, ob die Geschichten erfunden sind oder echt. Grether hatte sich bei der Buchmesse 2005 einen Spaß daraus gemacht, sich comedymäßig als „Deutschlands größtes Groupie“ zu inszenieren: Eine frühe Form von Anti-Slut-Shaming-Aktivismus sei das gewesen, erklärt sie in dem Buch. In Anbetracht der Scheußlichkeit, mit der weibliche Prominente in den Nuller-Jahren in den Medien sexualisiert und diffamiert wurden, so Grether, wolle sie dem nicht nachstehen und übertriebene Solidarität üben. Der Beitrag führte insbesondere von der Intro-Leserschaft zu derart negativen Reaktionen, dass sie ihre Arbeit für diese Zeitschrift beendete.

### Madonna und wir(Anthologie)
2008 erschien die Anthologie Madonna und wir – Bekenntnisse, die sie gemeinsam mit ihrer Zwillingsschwester Sandra Grether herausgab. Bei der Kuratorin Caroline Nathusius gaben sie eine „Kunstausstellung“ zum Thema Madonna und ihre Epoche in Auftrag. Das Buch erschien schließlich, nebst vielen Texten über Madonna, mit Zeichnungen und Collagen von zwölf zeitgenössischen Künstlern und Künstlerinnen, u. a. Josephine Pryde, Andrew Gilbert und Maria Tokyo. Die Buch-Release-Party war gleichzeitig auch Ausstellungseröffnung und fand im August 2008 in der Galerie Nagel in Berlin statt. Kerstin Grether war in diesen Jahren auf vielen Lesereisen unterwegs und entwickelte immer neue Mischformen aus Text, Bild und Musik.

### An einem Tag für rote Schuhe(Roman)
2014 erschien An einem Tag für rote Schuhe. In diesem bündelte sie einige ihrer Lebensthemen, zum Beispiel Schulhofmobbing, Vergewaltigungsmythen, Frauen im Musikgeschäft sowie Zwillingsklischees ausgesetzt zu sein, zu einer komplexen mehrstimmigen Geschichte, die Protestkultur auf poetische Weise feierte.
Der Deutschlandfunk bezeichnete Kerstin Grether als „die Susan Sontag der deutschen Popkritik“ und beschrieb den Roman als „Manifest gegen die allgegenwärtige Rape Culture“. Wie häufig in der Presse wurde auch ihr exzentrisches äußeres Erscheinungsbild erwähnt: „Kerstin Grether ist ein künstlerisches Gesamtkunstwerk: Autorin, Musikerin, Sängerin und Songtexterin mit rotem Lippenstift und zeitweise rosa Strähnchen im blonden Haar. Eine junge Frau, die gerne unbequeme Fragen stellt und gerne unberechenbar ist. Genauso unberechenbar wie ihr neuer Roman ‚An einem Tag für rote Schuhe‘. Auf der einen Seite erzählt sie ganz beiläufig vom Glamour und von der Feierstimmung des Berliner Nacht- und Clublebens, auf der anderen Seite schildert sie eine Hauptfigur, die als Musikerin zwischen dem Spaß auf der Bühne und den Auseinandersetzungen mit einer von Männern dominierten Branche hin und her gerissen ist. In eine softe, leichtfüßige Sprache gehüllt, schreibt Grether über schlimme Dinge und schlimme Jungs, fragt nach dem Bösen.“
Kerstin Grether beklagte sich später in einem Beitrag von ZITTY zum Thema „1 Jahr #metoo“, dass der Roman zum Zeitpunkt seines Erscheinens nie eine reelle Chance gehabt hätte, einen großen Verlag zu finden wie ihre Bücher davor. Obwohl viele Verleger die stilistische Brillanz des Romans erkannt hätten, hätten sie sich absolut geweigert, das Buch zu drucken: „Aber doch nicht dieses Thema. Noch dazu aus der Pop-Perspektive.“ Und jetzt sei „dieses Thema“ das Thema des Jahrzehnts. Dennoch stieß An einem Tag für rote Schuhe 2014 auf ein nicht unerhebliches Medien-Echo. Der Roman war „Buch des Monats“ im Musikexpress und wurde vom Bibliotheken-Dienst und vom Zeit Magazin empfohlen.

## Musik
Seit 2008 ist Kerstin Grether Sängerin, Songschreiberin und spielt Klavier/Keyboard bei der elektronischen Chanson-Rockband Doctorella, für die sie gemeinsam mit ihrer Zwillingsschwester, der ehemaligen Parole-Trixi-Sängerin und Gitarristin Sandra Grether, das Songwriting-Team bildet.
Aufgrund eines Demotapes erhielt die Band 2010 einen Vertrag mit Warner, der es ihr ermöglichte, mit dem Produzenten Tobias Siebert das erste Album Drogen und Psychologen aufzunehmen. Zur Ur-Besetzung von Doctorella gehörten u. a. der Sänger Jens Friebe und Ja-Panik-Mastermind Andreas Spechtl. Beide waren in der Phase, in der das Album erschien, keine Bandmitglieder mehr. An ihre Stelle traten für die Dauer dieses einen Albums Mesut Gürsoy (Schlagzeug) und Jakob Groothoff (Bass). Die Frankfurter Allgemeine Zeitung bezeichnete die Musik als „deutschen Disco-Punk mit dadaistischem Einschlag“ und hob das „lyrische Empowerment“ der Grether-Schwestern hervor, das mit den mehrdeutigen Songtexten einher ging. Denn „anders als erwartet“ befänden sich keine expliziten Lyrics „für die Sache der Frau“ auf dem Album.
Auch anderen Kritikern fiel auf, dass Doctorella, trotz des provokanten feministischen Auftretens der beiden Frontfrauen und Songschreiberinnen, in den Songtexten zumindest auf offensichtliche feministische Messages verzichteten. So schrieb z. B. Der Standard: „Die Uneindeutigkeit und Zerdehnung von Klischeebildern ist die Königsdisziplin von Doctorella.“ Dabei verstehe sich Drogen und Psychologen als Album im Hier und Jetzt. Die Band wurde von den Spex-Lesern in die Newcomer-Top-10 des Jahres 2012 gewählt.
2014 erschien Grethers Roman An einem Tag für rote Schuhe. In diesem Zusammenhang wurde auch eine neue Doctorella-Single mit dem Titel Ich brauche ein Genie veröffentlicht. Im Juli 2015 veröffentlichten Kerstin Grether und ihre Schwester Sandra Grether mit ihrer Band den Song Testosteron, Get It On! samt Video. Sie haben sich damit für die gleichgeschlechtliche Ehe und gegen Homophobie positioniert. Das lesbische Paar im Video sind die Aktivistinnen Theresa Lehmann und Mercedes Reichstein von Hinter den Brüsten. Regie führte die Aktivistin Josephine Witt, die Musik stammt von Andreas Spechtl.
2016 erschien mit Ich will alles von dir wissen das zweite Album der Band, das erstmals auch Elemente von französischem Chanson und Americana enthielt. „Poetische, campy Lyrics werden mit Pop- und Folk-Musik zusammen gebracht“. Das Album, das (bis auf die Musik des Songs Testosteron, Get It On!) ausschließlich Kompositionen der beiden Schwestern enthält, wurde von der Kritik vorwiegend begeistert aufgenommen, so war es z. B. „Album der Woche“ in der Frankfurter Allgemeinen Zeitung. Außerdem belegte es Platz 1 bei Amazon in der Rubrik „Alternative, deutschsprachig“. Laut.de schrieb: „Bei Doctorella muss man sagen: Die dürfen eigentlich alles … Visuelle, musikalische und textliche Elemente setzen auf ein Jenseits vom Augenzwinkern, wo aus Parodie etwas Wahrhaftes geschöpft werden kann. So entstehen relevante gesellschaftskritische Kommentare zur Zeit.“ Die ehemalige Femen-Aktivistin Josephine Witt drehte auch das Sex-Positive-Video für die zweite Single aus dem Album Du bist immer noch mein Idol.
Einen Durchbruch schaffte die Band durch die von den Grether-Schwestern 2017 erfundene, kuratierte und veranstaltete Konzertreihe Ich brauche eine Genie. Das Mini-Festival verfolgt das Ziel, das musikalische Können von Frauen zu feiern. Von Beginn an war die vom Musicboard Berlin geförderte Veranstaltungsreihe in der Berliner Kantine am Berghain ein Thema, das ausführlich in den Berliner Medien behandelt wurde. Die Idee inspiriert Journalistinnen zu eigenen Essays zum Thema „Genie, feminin“, wie z. B. Julia Lorenz in der taz. Stephanie Grimm ordnete in der taz die Idee der Reihe in die Berliner Musikgeschichte als „Gegenprogramm“ zu den Genialen Dilletanten ein: „Ich brauche eine Genie betont das Können von Musikerinnen.“ Die Konzertreihe findet seit 2017 etwa drei- bis viermal im Jahr statt, während Corona gab es Online-Editionen. Doctorella bildet jeweils die musikalische Umrahmung, Kerstin Grether moderiert, es spielen 2–3 aktuelle weibliche Acts, außerdem gibt es immer eine Lesung.
Seit 2018 ist Kersty Grether Salonière und Kuratorin des popliterarischen Grether-Salons namens Krawalle und Liebe. Sie kuratiert und moderiert die Poetry/Theory/Pop-Reihe im Berliner Literaturforum im Brecht-Haus. Thematisch geht es um Identitätspolitik, Anti-Rassismus, Feminismus, Pop-Diskurs, neue Literatur und neue Musik. Krawalle und Liebe versteht sich als Show mit Late-Night-Effekt, legt Wert auf subtile Comedy und ernste Themen.
2021 gaben Kerstin Grether und ihre Schwester Sandra das feministische Songbook Ich brauche eine Genie heraus. „Das alternative Coffeetable-Book im munteren Design von Fanzines der 90er Jahre ist ein wilder Ritt durch die Underground Pop-, Punk-, Rockgeschichte in Deutschland.“ (Deutschlandfunk) „Mit Verve und Beharrlichkeit hinterfragen sie die Selbstherrlichkeit der Szene“, schrieb der Berliner Tagesspiegel. Das Songbook verkündete zudem zwei Namensänderungen: Doctorella nennen sich seither The Doctorella, und Kerstin Grether nennt sich seither offiziell mit ihrem Rufnamen „Kersty“ Grether.
Seit 2022 findet Ich brauche eine Genie auch außerhalb von Berlin, in anderen deutschen Städten, statt. Den Anfang machten die Münchener Kammerspiele sowie Hamburgs Haus Drei.
Im August 2022 waren The Doctorella auf Einladung des Deutschlandfunks im Studio, um zehn der Songs aus ihrem Buch im 45-Sekunden-Format zu covern. Kersty Grether interpretierte Songs der von ihr unterstützten Künstlerinnen wie z. B. Faulenza, Finna, Jacqueline Blouin, Die Supererbin, Parole Trixi. Aus dieser Session ging eine Neufassung des Parole-Trixi-Songs Seid gegrüßt hervor. The Doctorella nutzten diese Version 2022, um ihrer Vorgängerband Parole Trixi Tribut zu zollen. Zeitgleich zur Single erschien ein Manifest, in dem Kersty Grether ihren eigenen popfeministischen Weg beschreibt. Vor allem erinnert sie darin an den vorherrschenden Antifeminismus junger und prominenter Frauen im Deutschland der 1990er-Jahre, der zum Teil auch ein neoliberales Medienkonstrukt gewesen sei. Und wie schwierig es gewesen sei, in Deutschland eine Riot-Grrrl-Bewegung zu starten bzw. pop-feministische Ideen zu lancieren.
Am 30. März 2023 erschien mit Wenn wir tot wären die erste Single aus dem für 2024 angekündigten dritten Album der Band.

## Politisches Engagement
Kerstin Grether gehört zu den Erstunterzeichnern des von Juli Zeh u. a. initiierten (internationalen) Aufrufes Schriftsteller gegen Überwachung und dem Offenen Brief an Angela Merkel zu den Ausspäh-Aktionen der NSA. Sie beteiligte sich außerdem an dem Marsch der Schriftsteller auf das Kanzleramt.
Sie engagierte sich für die Slutwalk-Bewegung und für die Frauenrechte-Organisation Pinkstinks Germany. Für die Freilassung der Bandmitglieder von Pussy Riot setzte sie sich gleichfalls ein. Im Mai 2013 gestaltete sie den Protest gegen das Barbie Dreamhouse in Berlin mit. 2017 schrieb sie mehrere Rezensionen zu dem Buch und Theaterstück Riot Days von Pussy-Riot-Aktivistin und Performance-Künstlerin Marija Wladimirowna Aljochina, in denen sie auch das künstlerische, musikalische und literarische Potenzial von Pussy Riot hervorhob. Bei einem Interview hatte sie Masha Aleshina persönlich kennengelernt und lud sie zu einem Solo-Auftritt bei Grethers Veranstaltungsreihe Ich brauche eine Genie in die Kantine am Berghain ein. Das Ganze stand unter dem Motto: „Der Protest in diesem Jahrzehnt ist weiblich.“
Kersty Grether gehörte zusammen mit Bela B, Judith Holofernes, Sven Regener, Maike Rosa Vogel u. a. zu den Erstunterzeichnerinnen des Aufrufs von Intellektuellen, Künstlerinnen und Künstlern, bei der Bundestagswahl 2021 #diesmalgrün zu wählen.

## Veröffentlichungen
- Zuckerbabys. Ventil, Mainz 2004, ISBN 3-930559-71-4.
- Zungenkuß. Du nennst es Kosmetik, ich nenn es Rock ’n’ Roll. Suhrkamp Taschenbuch 3857, Frankfurt am Main 2007, ISBN 978-3-518-45857-0.
- Zuckerbabys. Hörspiel mit Musik von Pink, Parole Trixi, The Corrs, Surrogat u. a., gelesen von Jana Pallaske, Nina-Friederike Gnädig, Laura Osswald, Stephanie Lehmann, 3 CDs (244 Min.) Eichborn, Frankfurt am Main 2007 ISBN 978-3-8218-5453-3.
- An einem Tag für rote Schuhe. Roman, Ventil, Mainz 2014, ISBN 978-3-95575-015-2.

### Herausgeberschaft
- Madonna und wir. Hrsg. mit Sandra Grether. Mit Beiträgen von Dietmar Dath, Detlef Diederichsen, Inga Humpe, Thomas Meinecke, Adriano Sack, Ariadne von Schirach, Frank Spilker, Alissa Walser u. a. Suhrkamp, Frankfurt am Main 2008, ISBN 978-3-518-45992-8.
- Ich brauche eine Genie. Songbook mit Exklusivmaterial aus den Archiven. Mit Sandra Grether. Mit Material von The Doctorella, Malaria!, Maike Rosa Vogel, Dota, Chefboss, Schnipo Schranke, Jolly Goods, Mary Ocher, Hans-A-Plast u. v. a. mikrotext, Berlin 2021, ISBN 978-3-944543-98-7.

### Musik
- Girls Got Rhythm (Vinyl) – Lesung von Kerstin Grether auf Split-Single mit Parole Trixi, Schlampen Ficken Besser und TGV, What’s So Funny About, 2003
- Lass uns Märchenwesen sein von Doctorella, Kunst-Edition von Cosima von Bonin, Edition Fieber, 2010
- Ich hol dich aus dem Irrenhaus von Doctorella, Single, Haute Areal, 2011
- Drogen und Psychologen von Doctorella, Album, ZickZack, 2012
- Durch Erdbeerfelder von Doctorella, EP, Bohemian Strawberry, 2016
- Ich will alles von dir wissen von Doctorella, Album, Bohemian Strawberry, 2016
- Gehst du heut mit mir ins Kino? von Doctorella, Single, Bohemian Strawberry, 2020 (Video mit Szenen aus dem Film Berlin 4 Lovers von Leonie Scholl)
- Wurfsendungs-Serie Ich brauche eine Genie, auf hoerspielundfeature.de von Doctorella für Deutschlandfunk Kultur[41]
- Seid gegrüßt! von The Doctorella, Single, Bohemian Strawberry, 2022